# Championnats panarabes d'athlétisme 2019
Navigation
Édition précédente Édition suivante
La 21e édition des Championnats panarabes d’athlétisme se sont déroulés au Caire, en Égypte, du 5 au 8 avril 2019.

## Résultats

### Hommes
| Épreuve                       | Or                                                                                             | Or                | Argent                                                                     | Argent       | Bronze                                                                                 | Bronze   |
| ----------------------------- | ---------------------------------------------------------------------------------------------- | ----------------- | -------------------------------------------------------------------------- | ------------ | -------------------------------------------------------------------------------------- | -------- |
| 100 m (vent : -1,4 m/s)       | Abdo Barka (BHR)                                                                               | 10 s 40           | Andrew Fisher (BHR)                                                        | 10 s 50      | Mehdi Takordmioui (MAR)                                                                | 10 s 56  |
| 200 m                         | Mehdi Takordmioui (MAR)                                                                        | 20 s 70           | Yousef Karam (KUW)                                                         | 20 s 81      | Fahhad Mohammed al-Subaie (KSA)                                                        | 20 s 84  |
| 400 m                         | Abbas Abubakar Abbas (BHR)                                                                     | 45 s 90           | Yousef Karam (KUW)                                                         | 46.06        | Mazin Motan Al-Yasin (KSA)                                                             | 47.56    |
| 800 m                         | Riad El Chenini (TUN)                                                                          | 1 min 51 s 22     | Abdessalem Ayouni (TUN)                                                    | 1:51.31      | Fouad Elkaam (MAR)                                                                     | 1:51.37  |
| 1 500 m                       | Ayanleh Souleiman (DJI)                                                                        | 3 min 43 s 84     | Brahim Kaazouzi (MAR)                                                      | 3:43.87      | Abraham Rotich (BHR)                                                                   | 3:44.34  |
| 5 000 m                       | Birhanu Yemataw (BHR)                                                                          | 13 min 33 s 72    | Albert Rop (BHR)                                                           | 13:35.79     | Soufiyan Bouqantar (MAR)                                                               | 13:37.91 |
| 10 000 m                      | Albert Rop (BHR)                                                                               | 28 min 21 s 08    | Jamal Hitrane (MAR)                                                        | 28:42.43     | Ibrahim Hassan Bouh (DJI)                                                              | 28:43.90 |
| 110 m haies (vent : -1,0 m/s) | Yaqoub Mohamed al-Youha (KUW)                                                                  | 13 s 74           | Ahmad al-Moualed (KSA)                                                     | 13.90        | Amine Bouanani (ALG)                                                                   | 14.15    |
| 400 m haies                   | Abdelmalik Lahoulou (ALG)                                                                      | 48 s 95 CR        | Saber Boukamouche (ALG)                                                    | 50.41        | Abdullah Rezgallah Al-Melihi (KSA)                                                     | 50.72    |
| 3 000 m steeple               | John Koech (BHR)                                                                               | 8 min 30 s 75     | Salim Mohammed Salim (EGY)                                                 | 8:33.96 (NR) | Mohamed Tindouft (MAR)                                                                 | 8:44.51  |
| 4 × 100 m                     | Arabie saoudite Ahmed Majrachi Mohammed Dawood Abdullah Fahad Mohamed Al-Subaie Ali Khalid Mas | 39 s 79           | Bahreïn Hussein Ashour Ahmed Mohamed Yacoub Salem Abdo Barka Andrew Fisher | 39 s 91      | Oman Mohamed al-Balushi Ammar al-Saifi Mohamed Obaid al-Saadi Khalid Saleh al-Ghailani | 40 s 22  |
| 4 × 400 m                     | Irak Yasser Ali Mohamed Ehab Jabhar Hashim Mohamed Abdul Ridha Taha Hussein Yaseen             | 3 min 6 s 23 (NR) | Algérie Slimane Moula Miloud Laaredj Fethi Benchaa Abdelmalik Lahoulou     | 3 min 7 s 85 | Oman Youssef Omrani Usama al-Gheilani Hatem al-Badri Othman al-Boussaidi               | 3:11.82  |
| 20 km marche                  | Mohamed Ragab Saleh (EGY)                                                                      | 1:23:15 (NR)      | Mohamed Ameur (ALG)                                                        | 1:25:37      | Raouf Ben El Abhi (TUN)                                                                | 1:26:36  |
| Saut en hauteur               | Hussein al-Ibraheemi (IRQ)                                                                     | 2,17 m            | Marouane Kacimi (MAR)                                                      | 2.14 m       | Mohamed Talaat Ahmed (EGY)                                                             | 2.05 m   |
| Saut à la perche              | Muntaher Faleh Abdelwahid (IRQ)                                                                | 5,10 m            | Hichem Cherabi (ALG)                                                       | 5.10 m       | Thulfiqar Hayder Al-Taie (IRQ)                                                         | 5.00 m   |
| Saut en longueur              | Yahya Berrabah (MAR)                                                                           | 8,03 m            | Yasser Triki (ALG)                                                         | 7.97 m       | Marouane Kacimi (MAR)                                                                  | 7.82 m   |
| Triple saut                   | Yasser Triki (ALG)                                                                             | 16,50 m           | Hamza Mabchour (MAR)                                                       | 15.98 m      | Khaled Al-Subaie (KUW)                                                                 | 15.69 m  |
| Lancer du poids               | Mostafa Amr Hassan (EGY)                                                                       | 20,60 m           | Mohamed Magdi Hamza Khalif (EGY)                                           | 20,39 m      | Meshari Suroor Saad (KUW)                                                              | 19.08 m  |
| Lancer du disque              | Elbachir Mbarki (MAR)                                                                          | 53,56 m           | Moath Mohamed Mustafa Ahmad (EGY)                                          | 52.49 m      | Omar Tareq Salah El Din (EGY)                                                          | 52.38 m  |
| Marteau                       | Ali al-Zinkawi (KUW)                                                                           | 73,49 m           | Alaa el-Din el-Ashry (EGY)                                                 | 72,69 m      | Islam Saad Abou Seri Mohamed (EGY)                                                     | 72.14 m  |
| Javelot                       | Majid Mohsen Ali Al-Badri (EGY)                                                                | 75,63 m           | Younis Mohsen Saleh (IRQ)                                                  | 75,42 m (NR) | Bahaa Abdelwareth (EGY)                                                                | 74.18 m  |
| Décathlon                     | Majed Radhi al-Sayed (KUW)                                                                     | 7 232 points      | Mustafa Mohamed Ramadan (EGY)                                              | 7190 pts     | Abdel-Sajjad Saadoun Nasser (IRQ)                                                      | 6837 pts |

### Femmes
| Épreuve                            | Or                                                                        | Or             | Argent                                                                             | Argent         | Bronze                                                                                  | Bronze         |
| ---------------------------------- | ------------------------------------------------------------------------- | -------------- | ---------------------------------------------------------------------------------- | -------------- | --------------------------------------------------------------------------------------- | -------------- |
| 100 mètres (vent : -1,8 m/s)       | Hajar al-Khaldi (BHR)                                                     | 12 s 05        | Iman Isa Jassim (BHR)                                                              | 12 s 08        | Assia Raziki (MAR)                                                                      | 12 s 09        |
| 200 mètres                         | Salwa Eid Naser (BHR)                                                     | 23 s 45        | Dana Hussain (IRQ)                                                                 | 24 s 11        | Hajar al-Khaldi (BHR)                                                                   | 24 s 34        |
| 400 mètres                         | Salwa Eid Naser (BHR)                                                     | 52 s 72        | Assia Raziki (MAR)                                                                 | 53 s 73        | Iman Mansour Abdul Muttalib (EGY)                                                       | 54 s 43        |
| 800 mètres                         | Halima Hachlaf (MAR)                                                      | 2 min 07 s 95  | Amina Bakhit (SUD)                                                                 | 2 min 08 s 38  | Marta Hirpato (BHR)                                                                     | 2 min 08 s 55  |
| 1 500 mètres                       | Malika Akkaoui (MAR)                                                      | 4 min 29 s 10  | Amina Bakhit (SUD)                                                                 | 4 min 31 s 08  | Oumaima Saoud (MAR)                                                                     | 4 min 31 s 55  |
| 5 000 mètres                       | Winfred Yavi (BHR)                                                        | 17 min 15 s 08 | Kaoutar Farkoussi (MAR)                                                            | 17 min 25 s 08 | Fatima Ezzahra Gardadi (MAR)                                                            | 17 min 37 s 28 |
| 10 000 mètres                      | Hanane Kallouch (MAR)                                                     | 36 min 14 s 75 | Amina Tahri (MAR)                                                                  | 36 min 27 s 43 | Hudi Rida Zayn Al Eabdyn (EGY)                                                          | 39 min 08 s 47 |
| 100 mètres haies (vent : +0,9 m/s) | Lamiae Lhabze (MAR)                                                       | 14 s 31        | Aminat Yusuf Jamal (BHR)                                                           | 14 s 66        | Sanae Zouine Duar (MAR)                                                                 | 14 s 83        |
| 400 mètres haies                   | Aminat Yusuf Jamal (BHR)                                                  | 57 s 05        | Lamiae Lhabze (MAR)                                                                | 59 s 05        | Loubna Benhadja (ALG)                                                                   | 59 s 21        |
| 3000 mètres steeple                | Winfred Yavi (BHR)                                                        | 10 min 07 s 62 | Ikram Ouaaziz (MAR)                                                                | 10 min 20 s 31 | Tigist Getent (BHR)                                                                     | 10 min 27 s 84 |
| Relais 4×100 mètres                | Bahreïn Fatima Moubarak Iman Isa Jassim Hajar al-Khaldi Salwa Eid Naser   | 45 s 18        | Égypte Nuha Abu Dheif Ali Dina Waleed Shaker Sadiq Maram Mahmoud Ahmed Hoda Hagras | 46 s 85        | Liban Ola Baajour Diala El Khazen Christel El Saneh Aziza Sbaity                        | 47 s 83        |
| Relais 4×400 mètres                | Bahreïn Aminat Yusuf Jamal Marta Hirpato Tigist Gashaw Zainab Ali Mohamed | 3 min 48 s 60  | Maroc Oumaima Saoud Halima Hachlaf Kaoutar Farkoussi Malika Akkaoui                | 3 min 49 s 85  | Égypte Safa Mahmoud Ali Fawzia Ahmed Mohamed Hala Sedqi Ali Iman Mansour Abdul Muttalib | 3 min 50 s 19  |
| 10 km marche                       | Souad Azzi (ALG)                                                          | 47 min 22 NR   | Chahineze Nasri (TUN)                                                              | 48 min 32      | Bariza Ghezelani (ALG)                                                                  | 50 min 00      |
| Saut en hauteur                    | Reham Hamdi Kamal (EGY)                                                   | 1,76 m         | Basant Massad Mohamed (EGY)                                                        | 1,76 m         | Fatima Zahra El Alaoui (MAR)                                                            | 1,73 m         |
| Saut à la perche                   | Dorra Mahfoudhi (TUN)                                                     | 4,00 m         | Donia Ahmed El Tabagh (EGY)                                                        | 3,90 m         | Non décernée                                                                            |                |
| Saut en longueur                   | Esraa Owis (EGY)                                                          | 6,09 m         | Yousra Lajdoud (MAR)                                                               | 5,97 m         | Jamaa Chnaik (MAR)                                                                      | 5,86 m         |
| Triple saut                        | Jamaa Chnaik (MAR)                                                        | 13,05 m        | Esraa Owis (EGY)                                                                   | 12,70 m        | Mariam Ellouk (MAR)                                                                     | 12,42 m        |
| Lancer du poids                    | Noora Salem Jasim (BHR)                                                   | 17,93 m        | Marihan Mohammad Ahmad (EGY)                                                       | 14,54 m        | Zainab Zeroual (MAR)                                                                    | 13,43 m        |
| Lancer du disque                   | Noora Salem Jasim (BHR)                                                   | 46,23 m        | Amira Khaled Mahmoud (EGY)                                                         | 45,04 m        | Fatima Youssef Al-Hosani (UAE)                                                          | 42,23 m        |
| Lancer du marteau                  | Rawan Ayman Ibrahim Barakat (EGY)                                         | 65,90 m        | Zouina Bouzebra (ALG)                                                              | 63,07 m        | Soukaina Zakkour (MAR)                                                                  | 61,00 m        |
| Lancer du javelot                  | Salma Mohsin Shams Al-Din (EGY)                                           | 47,47 m        | Sherine Shaaban Ahmed (EGY)                                                        | 47,13 m        | Nada Chroudi (TUN)                                                                      | 45,16 m        |
| Heptathlon                         | Nada Chroudi (TUN)                                                        | 5 515 pts      | Hoda Hagras (EGY)                                                                  | 5 215 pts      | Noura Ennadi (MAR)                                                                      | 4 932 pts      |

## Tableau des médailles
| Rang  | Nation              | Or | Argent | Bronze | Total |
| ----- | ------------------- | -- | ------ | ------ | ----- |
| 1     | Bahreïn             | 15 | 5      | 4      | 24    |
| 2     | Maroc               | 8  | 11     | 15     | 34    |
| 3     | Égypte              | 7  | 13     | 7      | 27    |
| 4     | Algérie             | 3  | 6      | 3      | 12    |
| 5     | Irak                | 3  | 2      | 2      | 7     |
| 5     | Koweït              | 3  | 2      | 2      | 7     |
| 5     | Tunisie             | 3  | 2      | 2      | 7     |
| 8     | Arabie saoudite     | 1  | 1      | 3      | 5     |
| 9     | Djibouti            | 1  | 0      | 1      | 2     |
| 10    | Soudan              | 0  | 2      | 0      | 2     |
| 11    | Oman                | 0  | 0      | 2      | 2     |
| 12    | Liban               | 0  | 0      | 1      | 1     |
| 12    | Émirats arabes unis | 0  | 0      | 1      | 1     |
| Total | Total               | 44 | 44     | 43     | 131   |